# Герб Кесовогорского района
Герб муниципального образования «Кесового́рский район» Тверской области Российской Федерации.
Герб утверждён Решением № 35 Собрания депутатов Кесовогорского района Тверской области от 4 апреля 2001 года.
Герб внесён в Государственный геральдический регистр Российской Федерации под регистрационным номером 753.

## Описание герба
«В зелёном поле серебряная гора о трёх уступах, сопровождаемая тремя золотыми крестами».

## Обоснование символики
Гласный герб.
Серебряная гора указывает на название районного центра — Кесова Гора.
Три креста символизируют историю района, и факт объединения трёх сёл: Никольское, Рассудово и Киасова Гора в один населённый пункт — Кесова Гора.
Зелёное поле щита — символ процветания, плодородия и богатства края.

## История герба

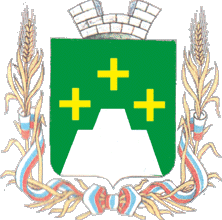
Герб посёлка Кесовая Гора (1993 год)

Герб Кесовогорского района практически полностью повторяет композицию герба посёлка городского типа (ныне городское поселение) Кесовая гора, утверждённого в 1993 году, но без внешних украшений герба — венка из золотых колосьев, перевитых лентой цветов флага России и серебряной короны.
Авторы герба района: Владимир Ильич Лавренов, художник К. Е. Федоров.